# Santa Catarina, Chilapa de Álvarez
Santa Catarina är en ort i Mexiko.   Den ligger i kommunen Chilapa de Álvarez och delstaten Guerrero, i den södra delen av landet, 210 km söder om huvudstaden Mexico City. Santa Catarina ligger 1 699 meter över havet och antalet invånare är 1 936.
Terrängen runt Santa Catarina är kuperad. Runt Santa Catarina är det ganska glesbefolkat, med 39 invånare per kvadratkilometer. Närmaste större samhälle är Chilapa de Alvarez, 5,1 km norr om Santa Catarina. Omgivningarna runt Santa Catarina är en mosaik av jordbruksmark och naturlig växtlighet.